# Sheyla Gutiérrez
Sheyla Gutiérrez Ruiz (Varea, Logroño, 1 de janeiro de 1994) é uma ciclista profissional espanhola. Atualmente corre para o UCI Team Feminino de Movistar. Sheyla participou ademais no Campeonato Mundial de Ciclismo em Estrada de 2014. Em novembro de 2015 foi anunciada como parte da equipa inaugural da equipa Cylance Pro Cycling para a temporada de 2016.

## Biografia

### Bons postos em categorias inferiores e estreia profissional
Como ciclista juvenil foi sexta no Campeonato Mundial em Estrada 2011 e sétima no de 2012 de sua categoria. Ademais, nessa categoria, foi campeã da Espanha em 2012.
Estreiou como profissional em 2013, na equipa vascão de categoria UCI Lointek. Em sua primeira corrida profissional, a Volta à Costa Rica disputada em fevereiro, conseguiu acabar em 15.ª posição a 17 min 55 s da vencedora depois de sofrer um desfallecimiento na 4.ª etapa onde perdeu mais de 13 minutos; ademais apareceu entre os primeiros postos das classificações secundárias dessa corrida.

### Destacando no calendário nacional
Em junho de 2013 ganhou o Campeonato da Espanha em Estrada sub-23 (ao ser sexta no Campeonato em Estrada com sozinho 19 anos), ainda que esta vitória não se considera oficial ao não existir categoria sub-23 a efeitos UCI nos campeonatos nacionais. Ademais, um mês depois, foi a vencedora da Copa da Espanha, em categoria sub-23, depois da corrida disputada em Villamediana de Iregua, proclamando-se ademais subcampeona general de 2013.
Em 2014 começou a destacar algo mais tarde desta vez no final de maio com um 7.º posto no Grande Prêmio de Plumelec-Morbihan Feminino. Pouco depois fez-se com o terceiro lugar no Campeonato da Espanha em Estrada. No entanto, não subiu ao pódio de dito campeonato como só lha outorgou a medalha de ouro em categoria sub-23. O mesmo que a ocorreu em seu dia a Lizzie Armitstead entre outros ciclistas sub-23 destacados. Finalmente, ainda que a medalha de bronze recolhesse-a Leire Olaberria que ficou 4.ª, a efeitos UCI (que oficializa as classificações) Sheyla ficou 3.ª apesar de que não recolhesse dita medalha de bronze. Pouco depois começou a preparar a pista onde conseguiu a medalha de prata no Campeonato da Espanha Perseguição. Todo isso fez que conseguisse debutar em seu primeiro Mundial na prova em estrada, em 2014, com sozinho 20 anos ainda que mal disputou uma volta já que teve que abandonar devido a um ataque de asma.
No final do 2014 e princípios do 2015, devido a sua boa actuação nos Campeonatos da Espanha de Pista, foi às concentrações da Seleção Espanhola de dita modalidade conseguindo finalmente praça para os o Campeonato Mundial do 2015 na especialidade de Scrath.

### Progressão internacional

#### Primeira vitória internacional
Ao igual que no 2013 de novo acumulou bons postos em corridas internacionais, todas elas em provas de um dia. Assim em março foi 6.ª na Omloop van het Hageland (Tielt-Winge) e 7.ª na Grande Prêmio Cholet-Pays de Loire (em março) e 6.ª na Classique Morbihan e vencedora do Grande Prêmio de Plumelec-Morbihan (em maio). Essa vitória foi um facto destacado a nível nacional já que foi a primeira vitória internacional de categoria UCI que conseguia uma ciclista espanhola depois da obtida por Eneritz Iturriaga numa etapa do Trophée d'Or Féminin 2008 e a primeira em toda a história que ganha uma corrida internacional profissional de um dia.
Todo isso fez que fora seleccionada para os Jogos Europeus ainda que com discretos resultados. Dias depois pôde-se desquitar conseguindo a 2.º praça no Campeonato da Espanha Contrarrelógio uma especialidade na que não tinha destacado até data e na que até ela mesma se surpreendeu de seu resultado. Pouco depois, com a Seleção da Espanha, conseguiu o 10.º posto na Tour de Feminin-Ou cenu Ceskeho Svycarska outro posto destacado para ela já que até data não tinha obtido nenhum top-tem em corridas por etapas, o mais perto o 15.º da Volta à Costa Rica de sua debut.

#### Progressão na pista
Ao dia seguinte de acabar a corrida por etapas checa, e sem preparação prévia específica, viajou a Atenas para disputar o Campeonato Europeu de Pista sub-23 onde conseguiu o 5.º posto na Perseguição por Equipas, 6.º na Perseguição Individual e 4.º no Scratch.

### Ao UCI WorldTour Feminino

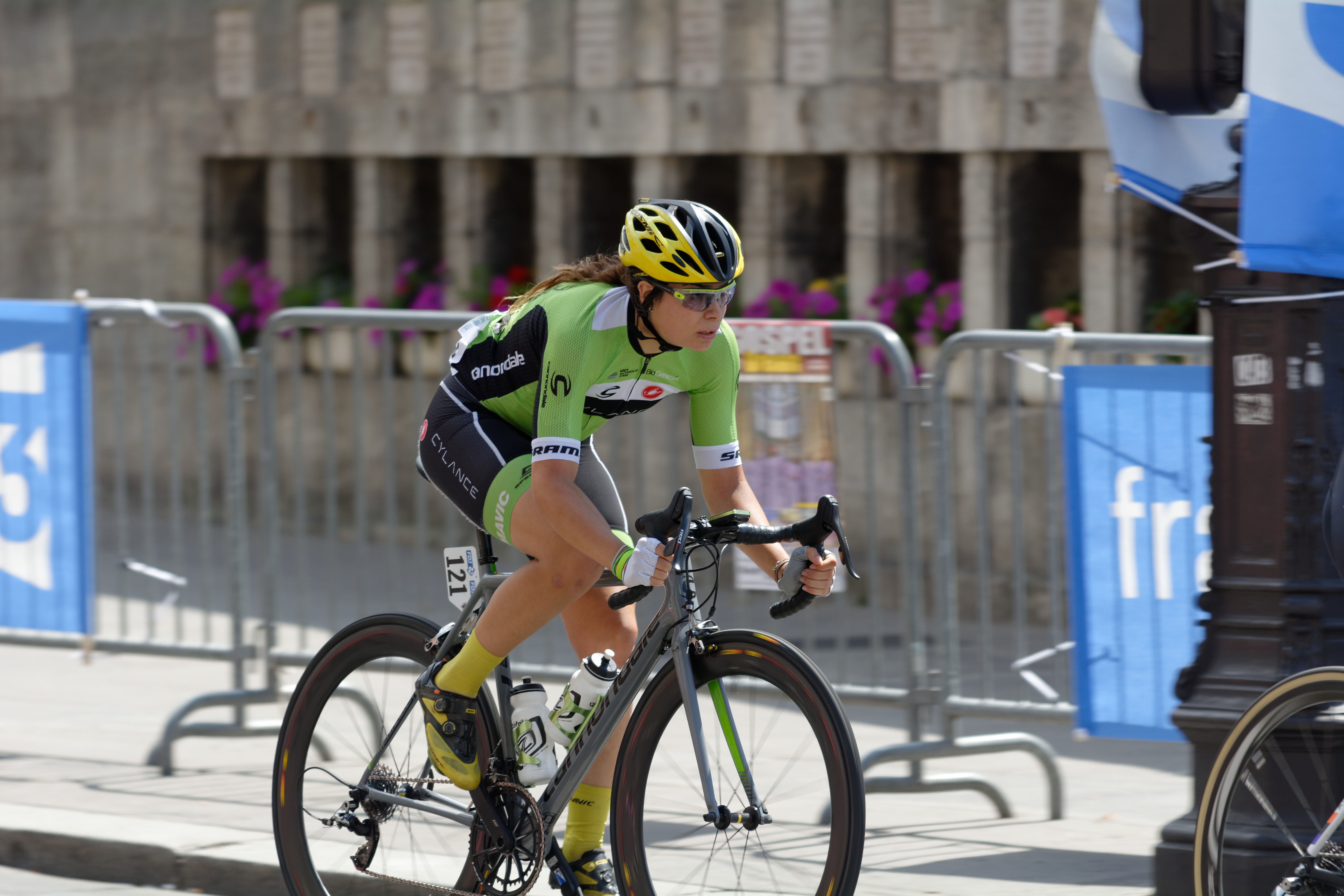
Sheyla em La Course by Le Tour de France de 2016

Sua progressão não passou desapercibida para as melhores equipas do mundo e face ao novo circuito mundial criado em 2016, o UCI WorldTour Feminino, foi fichada pela nova equipa estado-unidense do Cylance-Inspire (definitivamente chamado Cylance Pro Cycling) onde vai coincidir com o diretor desportivo espanhol Manel Lacambra e corredoras prestigiosas como Shelley Olds entre outras. Esse contrato não passou desapercibido para os meios desportivos espanhóis e inclusive generalistas quando até data mal dedicavam artigos completos e detalhados de ciclismo feminino e para isso tinha que ir a meios especializados em ciclismo ou meios regionais.

### 2017
Em 2017 Sheyla ganhou a clássica belga Le Samyn des Dames por adiante da holandesa Amy Pieters e a australiana Tiffany Cromwell e ademais foi top-10 em grande parte das clássicas de princípio de temporada.

### 2019
Em 2019 Sheyla foi investida pela Cofradía do Vinho de Rioja com uma distinção outorgada a diferentes profissionais por seus méritos e trajetória.

### 2020
Em 2020 devido a pandemia mundial de coronavirus, Sheyla realizou uma cuarentena na que se esteve a treinar para os Jogos Olímpicos de Tokio e formando para o estudo do grau de psicologia.

## Palmarés
- 2014
  - 3.ª no Campeonato da Espanha em Estrada 
  - 2.ª no Campeonato da Espanha Perseguição

- 2015
  - Grande Prêmio de Plumelec-Morbihan Feminino
  - 2.ª no Campeonato da Espanha Contrarrelógio

- 2016
  - 3.ª no Campeonato da Espanha em Estrada

- 2017
  - Le Samyn des Dames
  - 3.ª no Campeonato da Espanha Contrarrelógio 
  - Campeonato da Espanha em Estrada  
  - 1 etapa do Giro de Itália Feminino

- 2018
  - Tour da Ilha de Zhoushan[39]
  - Panorama Guizhou International Women, mais 1 etapa

- 2019
  - Campeonato da Espanha Contrarrelógio

- 2020
  - La Périgord Ladies
  - 3.ª no Campeonato da Espanha Contrarrelógio

## Resultados em Grandes Voltas e Campeonatos do Mundo
Durante a sua carreira desportiva tem conseguido os seguintes postos nas Grandes Voltas femininas e nos Campeonatos do Mundo em estrada:
| Corrida                | Corrida                | 2013 | 2014 | 2015 | 2016 | 2017 | 2018 | 2019  | 2020 | 2021  |
| ---------------------- | ---------------------- | ---- | ---- | ---- | ---- | ---- | ---- | ----- | ---- | ----- |
|                        | Giro d'Italia          | —    | —    | —    | 73.ª | 57.ª | 84.ª | 113.ª | —    | F. c. |
|                        | Tour de l'Aude         | X    | X    | X    | X    | X    | X    | X     | X    | X     |
|                        | Grande Boucle          | X    | X    | X    | X    | X    | X    | X     | X    | X     |
| Mundial em Estrada     | Mundial em Estrada     | —    | Ab.  | 88.ª | 8.ª  | 17.ª | —    | Ab.   | —    | 81.ª  |
| Mundial Contrarrelógio | Mundial Contrarrelógio | —    | —    | 40.ª | 30.ª | —    | —    | —     | —    | —     |

—: não participa

Ab.: abandono

F. c.: fora de controle

X: edições não celebradas

## Equipas
- Lointek (2013-2015)
  - Lointek (2013-2014)
  - Lointek Team (2015)
- Cylance Pro Cycling (2016-2018)
- Movistar Team (2019-2021)